# Badepalle
Badepalle (o Badepally) è una suddivisione dell'India, classificata come census town, di 29.822 abitanti, situata nel distretto di Mahbubnagar, ello stato federato del Telangana. In base al numero di abitanti la città rientra nella classe III (da 20.000 a 49.999 persone).

## Società

### Evoluzione demografica
Al censimento del 2001 la popolazione di Badepalle assommava a 29.822 persone, delle quali 15.169 maschi e 14.653 femmine. I bambini di età inferiore o uguale ai sei anni assommavano a 3.782, dei quali 1.927 maschi e 1.855 femmine. Infine, coloro che erano in grado di saper almeno leggere e scrivere erano 19.848, dei quali 11.313 maschi e 8.535 femmine.